# Sheldon Mayer

Sheldon Mayer, né le 1er avril 1917 à New York et mort le 21 décembre 1991, est un auteur américain de comics.

## Biographie
Sheldon Mayer naît le 1er avril 1917 à New York. Il commence très tôt à dessiner et à être publié puisque dès 1932, il assiste le dessinateur Ving Fuller. En 1935, il est recruté par la National Allied Publications où il crée J. Worthington Blimp et The Strange Adventures of Mr. Weed. Il travaille ensuite pour le McClure Syndicate où il rencontre Max Gaines. En 1936, il crée Scribbly qui paraît dans Popular Comics avant d'avoir son propre comic book en 1939. En 1937, il présente à Gaines le projet de deux jeunes auteurs qui jusqu'à présent a toujours été rejeté par les éditeurs de comic strips. Gaines accepte de soutenir le projet et le présente à Harry Donenfeld, l'un des nouveaux patrons de la National Allied Publications. C'est ainsi que la première histoire de Superman apparaît dans le premier numéro d'Action Comics d'avril 1938. Mayer suit ensuite Gaines lorsque celui-ci fonde la All-American Publications. Quand celle-ci est rachetée par DC Comics, Mayer reste et devient responsable de la publication. Il reste à ce poste jusqu'en 1948. À parir de cette date il préfère se consacrer à la création artistique et dessine plusieurs séries pour DC. Là il crée entre autres Red Tornado. En 1956, il crée Sugar and Spike. À partir de 1971, une maladie oculaire l'oblige à diminuer sa production mais il crée cependant Black Orchid et écrit des scénarios pour Weird War Tales. Guéri de ces troubles de la vision, il retourne à sa planche à dessin. Il meurt en 1991.

## Publications
- DC Comics
  - All Star Comics
  - Action Comics
  - House of Mystery

## Récompenses
- 1976 : Prix Inkpot
- 1992 : Temple de la renommée Jack Kirby (à titre posthume)
- 2000 : Temple de la renommée Will Eisner (à titre posthume)[3].